# Ludwig Angerer
Ludwig Angerer (Malaczka, 15 de agosto de 1827-Viena, 12 de mayo de 1879) fue un fotógrafo austriaco del siglo XIX.

## Biografía
Ludwig Angerer, hijo de un guarda forestal, estudió farmacia y química, tras lo cual obtuvo trabajo en Budapest. 
Desde 1854 ya era farmacéutico en Viena, en la “Garnisonsapotheke”, y se dedicaba al mismo tiempo a la fotografía, aunque todos sus conocimientos eran autodidactas. Ese mismo año también uso esos conocimientos para realizar fotografías durante su servicio militar como farmacéutico del regimiento en el Principado del Danubio (hoy en día, Rumanía) durante la Guerra de Crimea. Tras su regreso, sus copias en papel supusieron una sensación por su calidad técnica, además de su interés histórico, ya que estaban entre las primeras imágenes fotográficas de una guerra.

## Carrera como fotógrafo
En 1858 inauguró su primer estudio en Viena junto con Hugo von Strassern, aunque dos años después ya fundó otro más y de modo independiente. El 25 de diciembre de 1860 fue nombrado fotógrafo de la corte del Imperio austro-húngaro.
En1862 se mudó al edificio vecino, que era de su propiedad, y construyó allí un imponente estudio. El periodista y fotógrafo Alois Nigg escribió sobre él, ante la belleza y adelantos del cual se había quedado maravillado. Tan real era esto, que posteriormente el estudio serviría de modelo para muchos posteriores.
}}
Para 1860 Angerer ya había sido el primero que introdujo en Viena la carta de visita, ya de moda en París.
En 1872 dirigía otro estudio más, junto a su hermano Viktor: “L.&V.ANGERER”), pero un año después enfermó y tuvo que dejar sus negocios fotográficos en manos de su hermano.
Ludwig Angerer fotografió a las personalidades más importantes de Austria de su época, como a la conocida Sissi y a otras muchas de otros países. También produjo gran cantidad de imágenes de Viena, así como proyectos fotográficos sobre el ser humano y los animales.
La hermana de Angerer se casó con el fotógrafo Johann Bauer. El primer hijo de Ludwig, Fery Angerer, se dedicó a la medicina dirigiendo su propio sanatorio en Mondsee, pero también fue un buen y conocido fotógrafo aficionado. Su segundo hijo (August Angerer) abrió una galería de arte y trabajaba con su tío Viktor como fotógrafo.

## Premios y reconocimientos (selección)
- 1860: Fotógrafo de la Corte de Austria.
- 1862. Medalla por la "Excelencia y gran nitidez de las imágenes expuestas" en la Exposición Internacional de Londres.
- 1867. Medalla de plata de la Exposición Internacional de París.

## Publicaciones (selección)
- 1861. Sobre la ampliadora. Editor: Karl Josef Kreutzner: Revista de fotografía y estereoscopia (Zeitschrift für Fotografie und Stereoskopie), III Tomo, página 179.
- 1861. Un método del colodión seco. Editor: Karl Josef Kreutzner: Revista de fotografía y estereoscopia (Zeitschrift für Fotografie und Stereoskopie), IV Tomo, página 203.
- Un nuevo sistema para el estudio fijo. Editor: Ludwig Schrank: Photographische Correspondenz
- 1867. Informe sobre la sección fotográfica en la Exposición Internacional de París de 1867. Editor: Ludwig Schrank: Photographische Correspondenz